# Haploscelis ventralis
Haploscelis ventralis es una especie de coleóptero de la familia Endomychidae.

## Distribución geográfica
Habita en Madagascar.